# الد وستون (كامبريدجشير)
الد وستون (بالإنجليزية: Old Weston)‏ هي قرية و أبرشية مدنية تقع في المملكة المتحدة في إنجلترا.